# Jefferson Pérez
Jefferson Leonardo Pérez Quezada (ur. 1 lipca 1974 w Cuenca) – lekkoatleta ekwadorski, chodziarz, mistrz świata, mistrz olimpijski, rekordzista świata. Na igrzyskach olimpijskich reprezentował swój kraj pięciokrotnie (1992, 1996, 2000, 2004, 2008).
Jest byłym rekordzistą świata na dystansie 20 kilometrów (1:17:21, Paryż, 23 sierpnia 2003 – obecnie jest to 8. wynik w historii światowej lekkoatletyki). Jako pierwszy reprezentant Ekwadoru został mistrzem olimpijskim.
W 2006 roku Bank Centralny Ekwadoru wyemitował złotą monetę kolekcjonerską z wizerunkiem Péreza o nominale 1 sucre.

## Największe osiągnięcia

### 20 kilometrów
- 2. miejsce na IO w Pekinie – 2008
- 1. miejsce w Lekkoatletycznych Mistrzostwach Świata w Osace – 2007
- złoto igrzysk panamerykańskich w Rio de Janeiro – 2007
- 1. miejsce w Lekkoatletycznych Mistrzostwach Świata w Helsinkach – 2005
- 4. miejsce na IO w Atenach – 2004
- 1. miejsce w Lekkoatletycznych Mistrzostwach Świata w Paryżu – 2003
- 4. miejsce na IO w Sydney – 2000
- 2. miejsce w Lekkoatletycznych Mistrzostwach Świata w Sewilli – 1999
- 1. miejsce na IO w Atlancie – 1996